# Brown County State Park
Brown County State Park is een staatspark in de staat Indiana met een oppervlakte van 63,84 km² in de buurt van Nashville in Brown County in de Verenigde Staten. Het park opende voor het publiek in 1929 en is het grootste staatspark van Indiana. In 2008 bezochten 1,3 miljoen bezoekers het park. Het is gelegen langs de Knobstone Escarpment en is voorzien van spectaculaire uitzichten vanaf de hoogste hoogten. Het park wordt beheerd door Indiana Department of Natural Resources.

## Geschiedenis
In 1924 werd Brown County State Game Preserve opengesteld voor het publiek. In 1929 gaf men iets meer dan 4 km² aan land van de grond aangrenzend aan de Game Preserve voor Brown County State Park. Later werden de wildlanderijen verkocht aan het Department of Conservation en toegevoegd aan het State Park. In 1934 bouwde het Civilian Conservation Corps veel van de gebouwen, wegen, schuilplaatsen, ovens en routes die vandaag de dag nog bestaan.

## Beschrijving
Binnen de grenzen van het park liggen twee meren: Ogle Lake met een oppervlakte van 0,069 km² en Strahl Lake met een oppervlakte van 0,028 km². Er zijn 110 kilometer aan hoofdpaden en 32 kilometer aan wandelpaden. De wandelpaden variëren van eenvoudig tot ruig terrein en van 0,8 tot 4,8 kilometer in lengte. Het op twee na hoogste punt van de staat, Weed Patch Hill, bevindt zich in het park en wordt soms naar verwijzen met de benaming "Little Smokies" omdat de heuvel regelmatig in laaghangende bewolking verdwijnt. Het park heeft meerdere kampeerterreinen.
De meeste bezoekers komen naar het park tijdens de herfst wanneer de bladeren van de bomen verkleuren.
Tijdens de Pan-Amerikaanse Spelen in 1987 werd het park gebruikt voor de wielerevenementen. Het park staat bekend als een van de beste mountainbike-locaties in het Midwesten.
|  |  |  |